# 1793 aux États-Unis
Pour des articles plus généraux, voir Chronologie des États-Unis et 1793.
Chronologie des États-Unis
- 1789
- 1790
- 1791
- 1792
- 1793
- 1794
- 1795
- 1796
- 1797

Cette page concerne des événements d'actualité qui se sont produits durant l'année 1793 du calendrier grégorien aux États-Unis.

## Gouvernement
- Président : George Washington (Sans étiquette)
- Vice-président :  John Adams (Fédéraliste)
- Secrétaire d'État : Thomas Jefferson (Républicain-Démocrate)
- Chambre des représentants - président : Jonathan Trumbull, Jr. (Fédéraliste) puis Frederick Muhlenberg (Anti-Administration) à partir du 2 décembre

## Événements
- 9 janvier : Jean-Pierre Blanchard effectue sa quarante cinquième ascension dans un  ballon à gaz à hydrogène à Philadelphie pour atterrir près de Woodbury (New Jersey). Il réalise ainsi le premier voyage aérien aux États-Unis[1].
- 12 février : le Congrès des États-Unis vote le Fugitive Slave Act, loi qui prévoit le retour des esclaves qui se sont échappés d'un État vers un autre. Bien que la Constitution des États-Unis indique dans l'article 4 que "Les personnes poursuivies par la justice d'un État doivent lui être remises par les autres États, ainsi que les esclaves en fuite.", des lois spécifiques sont nécessaires.
- 27 février : William Branch Giles présente trois ensembles de résolutions, qui critique la conduite d'Alexander Hamilton comme secrétaire du trésor.
- 1er mars : John Langdon est élu Président pro tempore du Sénat des États-Unis.
- 4 mars : cérémonie d'investiture à Philadelphie du président des États-Unis, George Washington, pour un deuxième mandat.

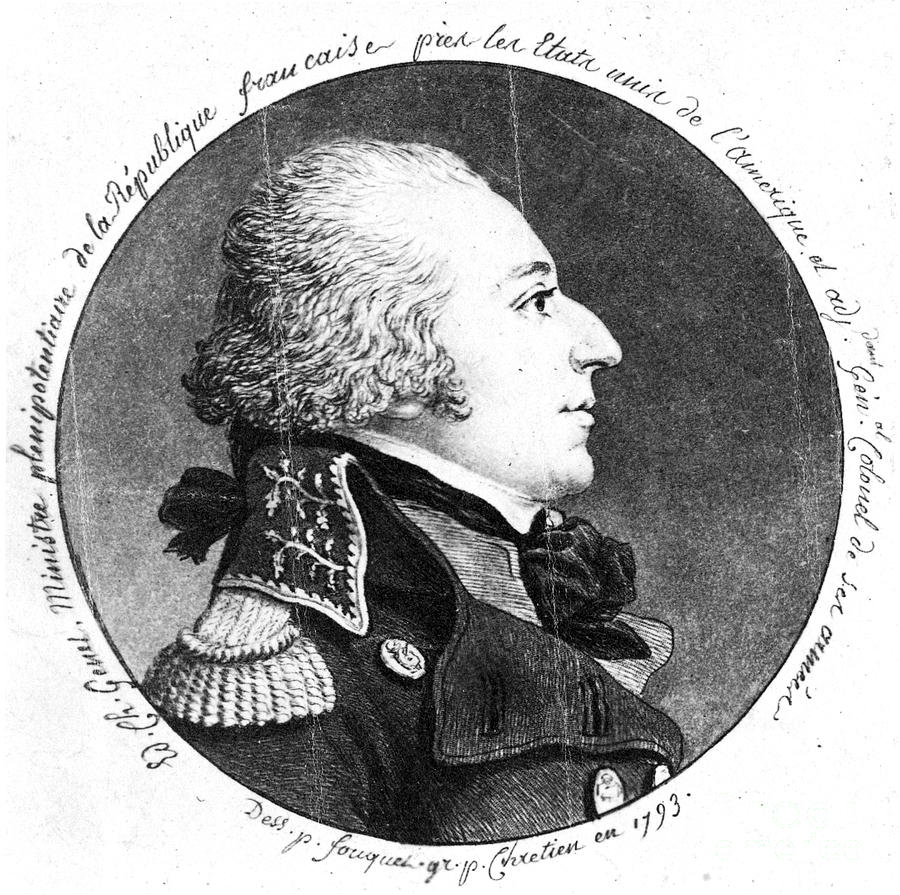
Edmond-Charles Genêt

- 8 avril : Edmond-Charles Genêt arrive à Charleston (Caroline du Sud), au lieu de se rendre à Philadelphie, alors capitale provisoire des États-Unis, pour présenter ses lettres de crédit au président américain George Washington, Genêt recrute des corsaires américains pour rejoindre les expéditions françaises contre les britanniques. Il organise aussi des volontaires américains pour combattre les alliés espagnols des anglais en Floride. Genêt arrive à Philadelphie le 18 mai. Washington envoie à Genêt une lettre pour se plaindre. Genêt répond en s'obstinant.
- 22 avril : George Washington signe une proclamation de neutralité dans le conflit qui opposent la France et la Grande-Bretagne.
- Avril : Eli Whitney présente la cotton gin, une égreneuse pour séparer la graine du coton de sa fibre[2]. L’invention de Whitney provoque une explosion de la culture du coton. Le coton gagne en quelques années les terres vierges du Sud profond et devient la principale culture d’exportation des États-Unis[3]. Cette expansion de la culture du coton provoque un accroissement du besoin en main d’œuvre et fait de l'esclavage un élément primordial du mode de production des États du Sud[4].
- 29 août : Léger-Félicité Sonthonax signe un décret d'abolition de l'esclavage au nom de la France. Plus de 15 000 blancs fuient la révolution haïtienne et deviennent les réfugiés français de Saint-Domingue en Amérique. Bon nombre d'entre eux débarquent à Philadelphie. Cependant, les citoyens de la ville ne savent pas que certains des réfugiés souffrent de la fièvre jaune ; l'épidémie de fièvre jaune de 1793 tuera dix pour cent de la population de Philadelphie. La crainte de contracter la maladie entraine des milliers de personnes à se sauver de la ville et le commerce est pratiquement arrêté[5].

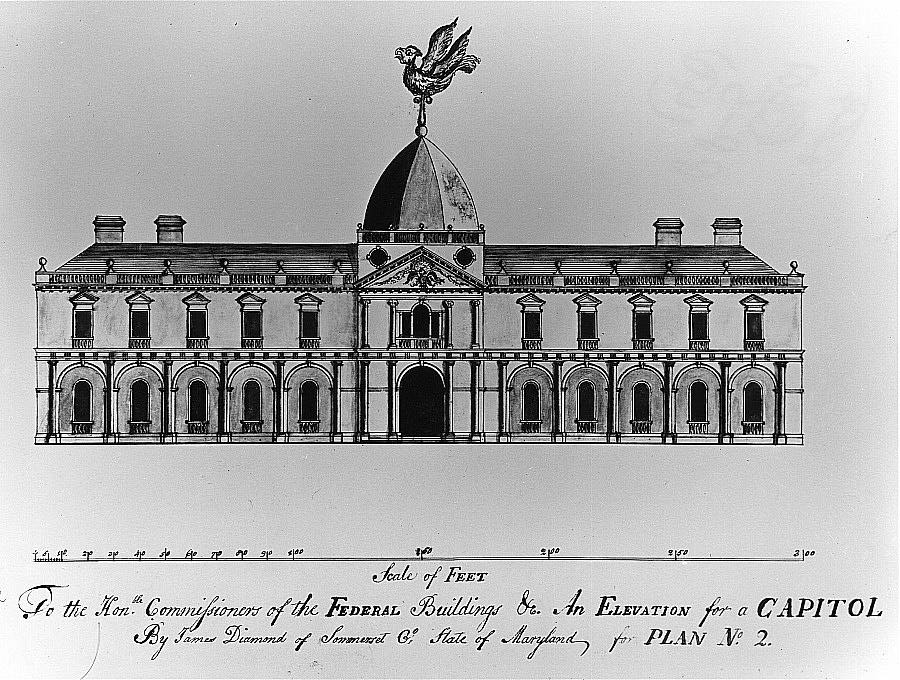
Projet de James Diamond pour le Capitole de Washington en 1792

- 18 septembre : le président George Washington pose la première pierre du Capitole des États-Unis habillé en costume maçonnique[6],[7].
- 9 décembre : Noah Webster édite le premier quotidien américain : l'American Minerva.
- 28 décembre : Thomas Paine, député à la Convention montagnarde est ami des Girondins et d’origine anglaise, il est victime de la Terreur et se trouve incarcéré, il est emprisonné jusqu'au 4 novembre 1794. En prison, il finit la rédaction du Siècle de la raison, livre dans lequel il exprime sa profession de foi déiste. Il se défend d’être anglais et en appelle à l’ambassadeur américain, le gouverneur Morris, mais il ne fait rien pour le libérer. Thomas Paine en voulut également à George Washington de ne pas être intervenu en sa faveur[8].

## Naissances
- 3 janvier : Lucretia Mott, née Coffin le dans le Nantucket et décédée le 11 novembre 1880 à Philadelphie, était une féministe, abolitionniste et pasteur quaker nord-américaine.
- 2 mars : Samuel Houston, né en Virginie, (décédé le 26 juillet 1863), était un homme d'État, politicien et militaire américain. Il est l'une des figures principales de l'histoire du Texas. Il a été successivement président de la république du Texas, sénateur des États-Unis après que le Texas a rejoint l'Union et finalement gouverneur.
- 28 octobre : Eliphalet Remington, inventeur et manufacturier d'armes à feu († 12 août 1861).
- 3 novembre : Stephen Fuller Austin, né en Virginie, (décédé le 27 décembre 1836), surnommé le Père du Texas, mena la deuxième colonisation de cette région des États-Unis actuels en faisant venir des migrants américains, alors que le Texas appartenait au Mexique.

## Décès
- 23 juillet : Roger Sherman, (né le 30 avril 1721), était un avocat et homme politique américain qui signa la Déclaration d'indépendance des États-Unis d'Amérique, les Articles de la Confédération et la Constitution des États-Unis d'Amérique.
- 8 octobre : John Hancock, né le 12 janvier 1737 à Braintree (Massachusetts) où il est mort, fut le président du second Congrès continental, au cours duquel il signa en premier la Déclaration d'indépendance des États-Unis d'Amérique. De 1780 à 1785, il fut le premier gouverneur de l’État du Massachusetts.

#### Articles généraux
- Histoire des États-Unis de 1776 à 1865
- Évolution territoriale des États-Unis
- Histoire de la Louisiane
- Réfugiés français de Saint-Domingue en Amérique

#### Articles sur l'année 1793 aux États-Unis
Fugitive Slave Act